# Eupeodes nielseni
Eupeodes nielseni là một loài ruồi trong họ Ruồi giả ong (Syrphidae). Loài này được Dusek & Láska mô tả khoa học đầu tiên năm 1976. Eupeodes nielseni phân bố ở vùng Cổ Bắc giới (Đan Mạch)